# 惡魔城 蒼月十字架
《恶魔城 苍月十字架》是由科樂美開發的動作遊戲。本作是惡魔城系列在任天堂DS上的第一作，歐美版的副標題“Dawn of Sorrow”便對應了這兩個字母。

## 劇情
- 蒼真模式

接續《惡魔城 曉月圓舞曲》的劇情，德古拉轉世─來須蒼真將支配怪物之魂的魔王力量隱藏起來，就這樣過了一年平靜的生活。
不料有一天，一名自稱賽麗雅‧佛爾特娜的女子出現在來須蒼真面前；宣稱要讓他再度變回魔王，並召喚怪物襲擊蒼真！
為了不讓青梅竹馬的白馬彌那再度陷入危險之中，蒼真決定主動攻擊賽麗雅的邪教大本營；可是，在那從地圖上消失的村莊中出現了一棟熟悉的城堡...
- 尤里烏斯模式

接續《惡魔城 蒼月十字架》Bad Ending的劇情，蒼真對於賽莉亞‧佛特娜假裝殺死白馬彌那的強烈憎恨下，使德古拉再度降臨在這個世界上。
尤里烏斯堅定的拿起千年的傳承之寶【聖鞭·吸血鬼殺手】，像歷代的祖先一樣，再次踏上了征程。

## 角色
- 來須蒼真

一年前日全蝕騷動中，覺醒的魔王轉世。在眾人齊心協力合作之下擺脫混沌，找回了自我。但是在一年後，賽麗雅‧佛特娜的邪教企圖使魔王再臨...
- 尤里烏斯‧貝爾蒙多

最強的吸血鬼獵人一族後裔，完全消滅德古拉的男子，於一年前的戰鬥中拾回記憶與一族相傳的聖鞭。
- 洋子‧貝爾南堤斯

與貝爾蒙特一族關係良好的貝爾南堤斯一族後裔，和彌那十分的親近，拿尤里烏斯沒輒。
- 有角幻也

隸屬於日本特殊情報機關，擁有即使經過多年容貌卻絲毫沒變的特異體質，依舊為了神秘宗教的一舉一動而勞碌著。(本名艾卡多，是德古拉之子。)
- 白馬彌那

蒼真的青梅竹馬。
- 哈瑪

原陸軍，於一年前退伍，贊助好伙伴蒼真而進惡魔城販賣道具，迷戀著洋子。
- 賽麗雅‧佛特娜

新興邪教教主，為了證明該宗教的神是絕對的善；便需要一個絕對的惡，因而找上魔王轉世的蒼真。
- 達利歐‧伯希

魔王候補之一，擁有操縱火焰的能力，想成為魔王的原因只是為了滿足他的破壞慾。
- 德米特利‧布里諾弗

魔王候補之一，擁有拷貝魔力的能力。

## 遊戲特色
承繼前作的「魂」系統，並大量採用了觸控的方式來進行遊戲。
- 需要用到觸控的地方有：
  - 一開始遊戲輸入檔名
  - 消除冰塊
  - 操縱使魔攻擊敵人
  - 於BOSS戰中畫魔封陣
  - 移動拼圖

## 裏模式
在獲得壞結局後，將可以開啟由尤里烏斯‧貝爾蒙多等三人做為操控角色進行遊戲的模式，最終魔王為來須蒼真和血之輪迴／月下夜想曲德古拉第二形態。